# Dino Mustafić
Dino Mustafić (Sarajevo, 6. jul 1969) jeste bosanskohercegovački pozorišni i filmski reditelj.

## Biografija
Diplomirao je na katedri za režiju Akademije scenskih umjetnosti i diplomirao je Komparativnu književnost na Filozofskom fakultetu u Sarajevu.
Režirao je predstave u većini gradova bivše Jugoslavije i Evrope, kao i u gradovima po Sjevernoj Americi, Africi i Aziji.
Mustafić je snimio više dokumentarnih filmova (Pista života, Neka bude svjetlosti, Čudo u Bosni) a potom i dugometražni igrani film Remake (svjetska premijera na Roterdam film festivalu 2003-uvršten medju pet najboljih filmova festivala), zatim prikazan na vise od 40 medjunarodnih festivala i nagradjen u Minhenu i SanFrancisku.Posljednji dokumentarni film "Transforming tomorrow" prikazan i nagrađen na AJB DOC festivalu u Sarajevu u septembru 2020 god i osvojio Gran PRIX na Green Montenegro Int Fest u avgustu 2021 god.
Od januara 2003. do decembra 2005. je bio Umjetnički direktor drame Narodnog pozorišta Sarajevo.
Predavač je na ASU (Akademiji Scenskih Umjetnosti).
Bio je direktor Internacionalnog festivala MESS od 1997 do 2016 god. Osnivač je MESS Teatra - Scena Mess i MESS Dance Company.
Od avgusta 2021 obavlja funkciju direktora Narodnog pozorišta u Sarajevu.
Piše za Peščanik.

## Nagrade
Film „Remake” je nagrađen za najbolji debitantski film, najbolje glumačko ostvarenje i Nagradom za mir i kulturalno razumijevanje na Wine Country filmskom festivalu u San Franciscu, Specijalnom nagradom „One Future Prize” na Filmskom festivalu u Minhenu, a dobitnik je i nagrade na Berlinalu.
Predstave „Pukovnik Ptica”, „Četvrta sestra” i „Helverova noć” nagrađene su nagradom „Ključ Tmača” koju dodjeljuje časopis za dramu, teatar i vaspitanje TmačaArt.
„Helverova noć” je ušla u povijest bosanskohercegovačkog teatra kao internacionalno najnagrađivanija predstava sa čak 23 priznanja. Na bosanskohercegovačkim festivalima u Jajcu, Brčkom, Zenici i Mostaru osvojio je nekoliko nagrada.
Na Međunarodnom pozorišnom festivalu Novi Tvrđava teatar u Novom Sadu održanom 2016. dobio je Nagradu za najbolju režiju za predstavu Kamernog teatra 55 Naš razred. Bh. reditelj Dino Mustafić, jednoglasnom odlukom žirija osvojio je nagradu za najbolju režiju na 33. festivalu internacionalnog alternativnog teatra (FIAT) 2018 u Podgorici  za rad na predstavi “Majka i dijete” u produkciji M.A.M. Foundation of Contemporary Art iz Tirane.
Dokumentarni film „Transforming tomorrow” osvojio je Grand Prix nagradu na sedmom Green Montenegro International Film Festivalu.

## Odabrana teatrografija
- Pred penzijom, 08.10.2006, Beograd, Jugoslovensko dramsko pozorište[9]
- Helverova noć[10]
- Rođeni u YU, 12.10.2010, Beograd, Jugoslovensko dramsko pozorište[9][11]
- Mali mi je ovaj grob, 12.03.2014, Beograd, Bitef teatar[9]
- Novo doba, 21.01.2017, Beograd, Bitef teatar[9]
- Divlje mesto, 2017, Jugoslovensko dramsko pozorište[12]
- Anđeli Babilona, 28.03.2019, Subotica[9]
- Život se sa mnom mnogo poigrao, 2021, Šekspir festival[13][14]
- To nikad nigdje nije bilo[15]